# Moos (Isen)
Moos ist ein Gemeindeteil des Marktes Isen im oberbayerischen Landkreis Erding.

## Lage

Moos 1, altes Wohnhaus

Die Einöde Moos liegt drei Kilometer südöstlich des Isener Marktplatzes in der Gemarkung Thonbach.

## Bevölkerungsentwicklung
Um 1871 gab es in Moos drei Einwohner. Im Mai 1987 lebten dort vier Einwohner in einem Wohngebäude.
| Jahr      | 1871 | 1925 | 1950 | 1970 | 1987 |
| Einwohner | 3    | 8    | 8    | 5    | 4    |